# Paul Sweezy
Paul Sweezy (10 avril 1910 -27 février 2004) est un économiste américain d'inspiration marxiste, militant politique, éditeur, et fondateur du magazine socialiste Monthly Review. Il est principalement connu pour ses contributions à la théorie économique, et comme l'un des économistes marxistes majeurs de la seconde moitié du XXe siècle.

## Vie et œuvre

### Jeunesse et éducation
Paul Sweey naît le 10 avril 1910 à New York. Il est le plus jeune d’une famille de trois enfants. Son père, Everett B. Sweezy, est vice-président de la First National Bank de New York. Sa mère, Caroline Wilson Sweezy, est diplômée de Goucher College, à Baltimore.
Sweezy est élève à la Phillips Exeter Academy, avant d’intégrer Harvard, où il est rédacteur en chef de The Harvard Crimson, et dont il a été diplômé magna cum laude en 1932. Ayant complété son cursus de premier cycle, ses intérêts se détournent du journalisme vers l’économie. Sweezy passe alors l’année académique 1931 – 1932 à suivre les cours de la London School of Economics, voyageant à Vienne pour étudier pendant ses vacances. C’est à ce moment qu’il découvre pour la première fois les idées économiques marxistes. Il rencontre également Harold Laski, Joan Robinson, et d’autres jeunes penseurs de la gauche britannique de l’époque.
Une fois revenu aux États-Unis, Sweezy se réinscrit à Harvard, dont il reçoit son doctorat en 1937. Durant ses études, il devient le « fils de remplacement » du célèbre économiste autrichien Joseph Schumpeter, même si leurs vues intellectuelles s’opposent radicalement. Plus tard, alors qu’ils sont collègues, leurs débats sur les « lois du capitalisme » acquièrent un statut légendaire pour toute une génération d’économistes à Harvard.
À Harvard, Sweezy fonde la Review of economic studies et publie des essais sur la concurrence imparfaite, le rôle des anticipations dans la détermination de l’offre et de la demande, et le problème de la stagnation économique.

### Carrière académique et fonctions pendant la guerre
Sweezy devient enseignant à Harvard en 1938. Il y établit une branche de l’American Federation of Teachers, la Harvard Teachers’ Union. C’est pendant cette période que Sweezy écrit des leçons qui donneront naissance à l’un de ses travaux économiques les plus importants, The Theory of Capitalist Development (1942), un livre qui résume la théorie de la valeur travail développée par Marx et ses successeurs. Le livre est le premier à aborder en anglais certains sujets de manière détaillée, comme le problème de la transformation.
Sweezy travaille pour plusieurs agences du New Deal, analysant la concentration du pouvoir économique ainsi que les dynamiques de concurrence et de monopole. Ces recherches incluent l’étude influente pour le National Resources Committee, « Interest Groups in the American Economy » (« les groupes d’intérêt dans l’économie américaine »), qui identifie les huit alliances industrielles et financières les plus puissantes dans le monde des affaires américain.
De 1942 à 1945, Sweezy travaille à la division “recherches et analyses” de l’Office of Strategic Services. Sweezy est envoyé a Londres, où il travaille au suivi de la politique économique britannique pour le gouvernement américain. Il participe à la publication mensuelle de l’OSS, l’European Political Report. Sweezy reçoit la Bronze star pour son rôle pendant la guerre.
Dans la période d’après guerre, Sweezy écrit de nombreux articles pour la presse de gauche, y compris dans des publications comme The Nation et The New Republic. Il écrit aussi un livre, Socialism, publié en 1949, ainsi que plusieurs textes plus courts rassemblés dans le recueil The present as history en 1953. En 1947, Sweezy quitte son poste d’enseignant à Harvard deux ans avant le terme de son contrat, pour se consacrer pleinement à ses activités de recherche et d’édition.

### Monthly review
En 1949, Sweezy et Leo Huberman créent un nouveau magazine, intitulé Monthly Review, grâce à un apport de fonds de l’historien et critique littéraire F.O. Matthiesen. Le premier numéro paraît en mai, et inclut l’article d’Albert Einstein intitulé « Pourquoi le socialisme ? ». Le magazine, créé à l’apogée du Maccarthysme, se décrit lui-même comme socialiste et « indépendant de toute organisation politique ».
La Monthly Review se met rapidement à la production de livres et de pamphlets, grâce à sa maison d’éditions, appelée Monthly Review Press.
Au fil du temps, la Monthly Review a publié des articles représentant différentes sensibilités de gauche, incluant des textes d’Albert Einstein, W.E.B Du bois, Jean-Paul Sartre, Che Guevara et Joan Robinson.

### Militantisme
En 1954, le procureur général du New Hampshire, Louis C. Wyman assigne Sweezy à comparaître et lance une enquête sur le contenu d’un de ses cours à l’université du New Hampshire, ainsi que sur ses croyances et affiliations politiques. Il exige également de connaître le nom des associés politiques de Sweezy. Ce dernier refuse de répondre, citant le premier amendement pour défendre son droit à la liberté d’expression. Accusé d’outrage au tribunal, il est brièvement emprisonné, mais la Cour Suprême annule sa condamnation dans un cas qui fera jurisprudence concernant les questions de liberté académique (Sweezy v. New Hampshire, 354 U.S. 234 (1957),.
Sweezy s’est engagé en faveur d’un large éventail de causes progressistes. Il a été porte-parole du Comité de Défense de Carl Marzani, et particulièrement actif dans la défense des membres du parti communiste inculpés en raison du Smith Act.
En tant qu’opposant déclaré à la guerre du Vietnam, Sweezy a pris position en faveur du Tribunal Russell contre les crimes de guerre des États-Unis.

### Contributions à la science économique
Le travail de Sweezy en économie se concentre sur l’application de l’analyse marxiste à ce qu’il identifie comme les tendances dominantes du capitalisme moderne : monopolisation, stagnation et financiarisation.
La première publication officielle de Sweezy en économie est un article de revue de 1934 intitulé « La théorie du chômage du professeur Pigou », publié en 1934 dans le Journal of Political Economy. Au cours du reste de la décennie, Sweezy écrit de manière prolifique sur des sujets liés à l’économie, publiant quelque 25 articles et revues. Durant ces années, il effectue également des travaux pionniers concernant les anticipations et les oligopoles, introduisant pour la première fois le concept de demande coudée pour expliquer la rigidité des prix sur les marchés oligopolistiques.
En 1938, Harvard publie la thèse de Sweezy, intitulée Monopole et Concurrence dans le commerce du charbon en Angleterre, 1550 – 1850. En publiant en 1942 The theory of capitalist development, Sweezy s’impose comme le « chef de file des marxistes américains » et pose les bases du travail ultérieur des marxistes sur ces sujets. En plus de présenter la première discussion du « problème de la transformation » en français, le livre souligne aussi les aspects « qualitatifs » aussi bien que « quantitatifs » de la théorie de la valeur de Marx, distinguant la méthode de Marx de celles de ses prédécesseurs en économie politique.
En 1966, Sweezy publie Le capital monopoliste, un essai sur la société industrielle américaine, en collaboration avec Paul A. Baran. Le livre présente la démonstration et les conséquences de la théorie de la stagnation de Sweezy, aussi appelée stagnation séculaire. Le principal dilemme du capitalisme moderne est, d’après Sweezy et Baran, de trouver des débouchés profitables pour investir le surplus économique créé par l’accumulation du capital. En raison de la tendance croissante des marchés à fonctionner de manière oligopolistique, ce problème aboutit à la stagnation, les entreprises réduisant leur production plutôt que leurs prix pour faire face à la surcapacité.
La formation d’oligopoles entraîne une augmentation du surplus, mais ce surplus n’apparaît pas nécessairement dans les statistiques économiques comme étant du profit, il prend également la forme de gaspillage et de capacités de production excédentaires.
L’augmentation des dépenses militaires, de marketing, et des différentes formes d’endettement peut alléger le problème de la suraccumulation. Néanmoins, pour Sweezy et Baran, ces remèdes aux difficultés du capitalisme sont intrinsèquement limités et tendent à voir leur efficacité décroître au cours du temps, de telle sorte que le capitalisme monopoliste tend à la stagnation.
Ce livre est considéré comme la pierre angulaire de la contribution de Sweezy à l’économie marxiste.
Sweezy s’est intéressé à la montée en puissance du capitalisme financier comme réponse à la crise. La théorie de Sweezy combinant et intégrant les effets microéconomiques du monopole avec les analyses macroéconomiques de la théorie keynésienne, elle s’avère particulièrement efficace pour comprendre la stagflation des années 1970. Les travaux tardifs de Sweezy, écrits en collaboration avec Harry Magdoff, examinent l’importante de « l’explosion financière » comme réponse à la stagnation.

## Mort et postérité
Paul Sweezy est mort le 27 février 2004, à l’âge de 93 ans.
Sweezy a été salué par l’économiste et intelletuel John Kenneth Galbraith comme “le plus réputé des universitaires marxistes américains” de la fin du XXe siècle. Le prix Nobel d’économie Paul Samuelson l’a également décrit comme « le mieux de ce qu’Exeter et Harvard peuvent produire » et le considérait comme « parmi les économistes les plus prometteurs de sa génération ».

## Travaux
- Monopoly and Competition in the English Coal Trade, 1550–1850. [1938] Westport, CT: Greenwood Press, 1972.
- The Theory of Capitalist Development. London: D. Dobson, 1946.
- Socialism. New York: McGraw-Hill Company, 1949.
- The Present as History: Reviews on Capitalism and Socialism. (1953, 1962).
- Modern Capitalism and Other Essays. New York: Monthly Review Press, 1972.
- The Transition from Feudalism to Capitalism. London: New Left Books, 1976.
- Post-Revolutionary Society: Essays. New York: Monthly Review Press, 1980.
- Four lectures on Marxism. (New York: Monthly Review Press, 1981).
- "The Limits of Imperialism." In Chilcote, Ronald H. (ed.) Imperialism: Theoretical Directions. New York: Humanity Books, 2000.

### Avec Leo Huberman
- F.O. Matthiessen, 1902–1950. New York: S.N., 1950.
- Cuba: Anatomy of a Revolution. New York: Monthly Review Press, 1960.
- Regis Debray and Latin American Revolution. New York: Monthly Review Press, 1968.
- Socialism in Cuba. New York: Monthly Review Press, 1969.
- The Communist Manifesto after 100 Years: New translation by Paul M. Sweezy of Karl Marx's "The Communist Manifesto" and Friedrich Engels' "Principles of Communism." New York: Modern Reader, 1964.
- Vietnam: The Endless War: From Monthly Review, 1954–1970. New York: Monthly Review Press, 1970.

### Avec Harry Magdoff
- The Dynamics of US Capitalism: Corporate Structure, Inflation, Credit, Gold, and the Dollar. New York: Monthly Review Press, 1972.
- Revolution and Counter-Revolution in Chile. New York: Monthly Review Press, 1974.
- The End of Prosperity. New York: Monthly Review Press, 1977.
- The Deepening Crisis of US Capitalism.  New York: Monthly Review Press, 1981.
- Stagnation and the Financial Explosion. New York: Monthly Review Press, 1987.
- The Irreversible Crisis: Five Essays. New York: Monthly Review Press, 1988.

### Avec d'autres
- Monopoly Capital: An Essay on the American Economic and Social Order.  Avec Paul A. Baran. New York: Monthly Review Press, 1966.
- On the Transition to Socialism. Avec Charles Bettelheim. New York: Monthly Review Press, 1971.